# 1935 en santé et médecine
| Années de la santé et de la médecine : 1932 - 1933 - 1934 - 1935 - 1936 - 1937 - 1938    |
| Décennies de la santé et de la médecine : 1900 - 1910 - 1920 - 1930 - 1940 - 1950 - 1960 |

Cet article présente les faits marquants de l'année 1935 en santé et médecine.

## Événements
- 28 janvier : l'Islande est le premier pays occidental à légaliser l'avortement, dans des conditions limitées[1].
- 15 février : le bactériologiste allemand Gerhard Domagk démontre l'efficacité du Prontosil, premier médicament antibactérien commercialement exploitable[2].
- 12 mai : fondation de la première association du mouvement des Alcooliques anonymes, à Akron, dans l'Ohio.
- Août : Ulf von Euler (1905-1983) découvre que le liquide et les vésicules séminaux de nombreux animaux, dont l'Homme, contiennent une substance capable de provoquer des contractions du muscle lisse utérin : la prostaglandine[3].
- 6 novembre : dans le laboratoire de chimie thérapeutique dirigé par Ernest Fourneau à l'Institut Pasteur, Jacques et Thérèse Tréfouël, Federico Nitti et Daniel Bovet isolent le sulfanilamide, agent actif du Prontosil de Domagk[4],[5].
- 24 décembre : le compositeur autrichien Alban Berg meurt d'une septicémie provoquée par une piqûre d'insecte[6].

## Publication
- 1er janvier : parution du premier numéro du Bulletin de l'AMLFAN, qui fusionne trois ans plus tard avec L'Union médicale du Canada[7].

## Prix
- Prix Nobel de médecine : Hans Spemann, embryologiste allemand.

## Naissances
- 12 mars : Jacques Benveniste (mort en 2004), médecin et immunologiste français.
- 18 mars : Frances Cress Welsing (morte en 2016), psychiatre américaine.
- 4 avril : Abdelaziz Ghachem (mort en 2006), médecin tunisien spécialiste de la médecine du travail et de la médecine légale.
- 17 mai : Ryke Geerd Hamer (mort en 2017), médecin allemand controversé et condamné à une interdiction définitive d'exercer la médecine en Allemagne.
- 17 mai : Wilbert Keon (mort en 2019), chirurgien, chercheur et sénateur canadien.
- 29 juillet : Jean Davignon (89 ans), médecin québécois.
- 16 août : Yves Lamarre, médecin et physiologiste québécois.
- 3 septembre : Jean Carpentier (mort en 2014), médecin français.
- 12 septembre : Harvey J. Alter (89 ans), médecin américain, lauréat du prix Nobel de médecine 2020 aux côtés de Michael Houghton et de Charles M. Rice pour leurs travaux sur le virus de l'hépatite C.
- 14 décembre : Franz Adlkofer (89 ans), médecin allemand.
- 15 décembre : Marc Jeannerod (mort en 2011), médecin et physiologiste français.

Date non précisée
- Herbert Benson (environ 90 ans), cardiologue américain.
- Hiromi Shinya (en) (environ 90 ans), chirurgien et gastro-entérologue japonais.

## Décès
- 6 février : Walther Spielmeyer (né en 1879), neurologue et neuropathologiste allemand.
- 13 février : Charles Dassonville (né en 1864), médecin vétérinaire, vétérinaire-général inspecteur des armées[8].
- 20 février : Sante De Sanctis (né en 1862), neuropsychiatre et pédopsychiatre italien.
- 24 février : Valmont Martin (né en 1875), médecin et homme politique québécois, maire de Québec en 1926-1927.
- 16 mars : John Macleod (né en 1876), médecin et physiologiste britannique, lauréat du prix Nobel de physiologie ou médecine en 1923.
- 26 mars : Shepherd Dawson (né en 1880), pédopsychiatre anglais[9].
- 29 mars : Edward Sharpey-Schafer (né en 1850), neurologue et physiologiste britannique.
- 10 avril : Alfred Goldscheider (né en 1858), neurologue allemand.
- 12 avril : Adolphe Zimmern (né en 1871), neurologue français[10].
- 14 mai : Magnus Hirschfeld (né en 1868), médecin allemand.
- 14 mai : Victor Morax (né en 1866), ophtalmologiste suisse.
- 25 juillet : Édouard Fuster (né en 1869), administrateur français, spécialiste d’hygiène publique et de physiologie du travail[11],[12].
- 30 juillet : Donald E. Baxter (né en 1882), médecin, ingénieur et scientifique américain.
- 2 novembre : Themistocles Zammit (né en 1864), médecin, archéologue et historien maltais.
- 8 novembre : Albert Mairet (né en 1852), neuropsychiatre français[12].
- 3 décembre : Charles Richet (né en 1850), physiologiste français, lauréat du prix Nobel de physiologie ou médecine en 1913.